# Trattato Cuba-Giamaica sulle acque territoriali
Il trattato Cuba-Giamaica sulle acque territoriali è un trattato internazionale del 1994 siglato da Cuba e Giamaica, che definisce le acque territoriali tra i due Stati.
Il trattato è stato firmato a Kingston, la capitale della Giamaica, il 18 febbraio del 1994.
Il testo stabilisce i confini sopra le acque della depressione delle Isole Cayman, particolarmente lunghi (175 miglia nautiche) e complessi; infatti il confine è stato individuato sulla base di ben 105 segmenti marittimi, individuati grazie a 106 posizioni in mare. Questo perché si è voluto definire il confine osservando meticolosamente il principio della linea equidistante tra i due territori.
Il confine occidentale più remoto è in realtà una triplice frontiera, ancora da confermare, con le Isole Cayman.
Il trattato è entrato in vigore il 18 luglio del 1995, dopo esser stato ratificato da entrambi gli stati.